# Lei, l'arma finale
Lei, l'arma finale (最終兵器彼女?, Saishū heiki kanojo), spesso abbreviato in "Saikano" (サイカノ?), è un manga seinen scritto e disegnato da Shin Takahashi, pubblicato in Giappone sulla rivista Big Comic Spirits di Shogakukan dal dicembre 1999 all'ottobre 2001.
Nel 2002 ne è stato realizzato un anime in 13 episodi dallo studio Gonzo, nel 2003 un videogioco, mentre nel 2005 sono stati realizzati anche due OAV intitolati Another love song, che trattano l'intera vicenda dal punto di vista di un'altra arma finale che viene in contatto con Chise. Nel 2006 è uscito il lungometraggio live action omonimo, con la protagonista femminile interpretata da Aki Maeda.
In Italia il manga è stato integralmente pubblicato dalla Planet Manga nel 2004. La distribuzione dell'anime è stata interrotta nel 2008 dopo il primo episodio; dal 17 giugno al 9 settembre 2024 la serie doppiata è stata pubblicata su Prime Video sul canale Anime Generation.

## Trama
Chise è la classica ragazzina impacciata che per dimostrare alle amiche e a sé stessa di poter anche mettere da parte la sua timidezza dichiara il suo amore al suo compagno di scuola Shūji. Non si aspetta minimamente che il ragazzo ricambi e quando invece Shūji le dice che vuole essere il suo ragazzo viene colta alla sprovvista e al loro primo appuntamento sono vicini alla rottura. Ma, aprendosi e dialogando, scoprono che quel sentimento che provano è amore davvero e decidono di continuare la relazione. L'amore che li unisce è così profondo da avere avuto la loro prima relazione amorosa in un sogno condiviso.
Un giorno, mentre Shūji è in giro per Sapporo a fare compere con gli amici, la città viene pesantemente bombardata. Nel tentativo di mettersi in salvo, Take muore e subito dopo Shūji viene investito da un'esplosione nata dallo schianto a terra di qualcosa simile ad un aereo vicino a lui. Dopo aver riaperto gli occhi vede sul luogo dell'incidente proprio Chise, spaventosamente mutata, per metà macchina da guerra, con delle grandi ali metalliche che le fuoriescono dalla schiena. Scopre così che la sua tenera ragazza non è altro che l'arma finale impiegata dalle truppe giapponesi nella guerra contro gli invasori.

### Ambientazione
Come suggerito dal sottotitolo dello stesso anime, "The Last Love Song On This Little Planet" (L'ultima canzone d'amore su questo piccolo pianeta), la trama è incentrata sul rapporto d'amore particolare tra Shūji e Chise, sconvolto dagli accadimenti politici che portano la guerra in Giappone e quindi dai poteri distruttivi della piccola Chise.
Vengono poi presentati diversi personaggi secondari, amici dei due protagonisti, che aggiungono diverse sottotrame non necessariamente collegate al rapporto d'amore tra Chise e Shūji: Fuyumi alle prese con l'assenza del marito, Akemi che fino alla fine si rifiuta di rivelare il suo amore a Shūji per non fare del male a Chise, Yukari che si trova alle prese con il trauma per la perdita del proprio ragazzo, ecc.
Fino alla fine lo spettatore non conosce i particolari della guerra che infuria tra i diversi paesi, (l'unico noto è il Giappone, i nemici comunque pronunciano delle parole in inglese e in spagnolo che li caratterizzano soltanto come "occidentali") e non c'è modo di stabilire con esattezza neanche il motivo perché sia cominciata, né si conosce il modo in cui Chise diventa l'arma finale o su cosa esattamente si basino i suoi poteri (anche se pare, dalle immagini, siano una sintesi di biotecnologia organica e nanotecnologia meccanica). Tuttavia, negli OAV uno scienziato spiega che Chise venne scelta perché dopo un esame, solo lei aveva il corpo compatibile in grado di adattarsi a quella tecnologia sperimentale biomeccanica. E gli scienziati hanno deciso di farlo, mossi dalla disperazione nel tentativo di potere ribaltare le sorti della guerra. Nella scontro finale, Chise, rivela agli eserciti che ormai la fine del mondo è prossima. Ciònonostante le due fazioni, spinti dalla disperazione poiché prossimi alla fine, decidono di continuare la guerra fino in fondo, poiché è la sola cosa che gli rimane da fare. Chise in un ultimo, pietoso gesto, scatena tutto il suo potere spazzando via gli interi eserciti, in una esplosione di energia, unico modo di far cessare una guerra che non aveva più senso e portava solo dolore. Nel finale si vedranno i due protagonisti unici superstiti della guerra e della fine del mondo salire a bordo di una nave spaziale invisibile (generata da tutti i poteri di Chise, a dimostrare così che i suoi poteri non erano necessariamente legati al solo scopo di distruzione bellico militare) partire per lo spazio promettendosi di amarsi e di vivere insieme.

## Personaggi

La protagonista femminile, Chise

### Principali
Shūji (シュウジ?)
Doppiato da: Shirō Ishimoda (ed. giapponese), Marco Vivio (ed. italiana)
Uno studente delle superiori che a prima vista può sembrare freddo e distaccato.
Chise (ちせ?)
Doppiata da: Fumiko Orikasa (ed. giapponese), Eva Padoan (ed. italiana)
Fidanzata di Shūji, timida e impacciata, ha dichiarato il suo amore spinta dalla sua amica Akemi. Il suo nome, nella lingua degli Ainu, significa "casa".
Akemi (アケミ?)
Doppiata da: Yū Sugimoto (ed. giapponese), Perla Liberatori (ed. italiana)
Amica di Shūji e Chise, è colei che ha combinato il loro incontro. È segretamente innamorata di Shūji e avrebbe voluto diventare la sua ragazza; nonostante Atsushi gli dichiari il suo amore, non ricambia i suoi sentimenti.
Atsushi (アツシ?)
Doppiato da: Tetsu Shiratori (ed. giapponese), Leonardo Graziano (ed. italiana)
Amico di Shūji e Chise, segretamente innamorato di Akemi. Nonostante il suo amore non sia ricambiato, decide di arruolarsi per proteggere Akemi. Muore durante la battaglia contro gli invasori, venendo innavertitamente spazzato via dalla bomba di energia scatenata da Chise che annienta l'intera città.
Tetsu (テツ?)
Doppiato da: Shin'ichirō Miki (ed. giapponese), Niseem Onorato (ed. italiana)
Commilitone di Chise, marito di Fuyumi.
Fuyumi (ふゆみ?)
Doppiata da: Miki Itō (ed. giapponese), Debora Magnaghi (ed. italiana)
Ex insegnante di Shūji, moglie di Tetsu.
Mizuki (ミズキ?)
Doppiata da: Ai Orikasa (ed. giapponese)
Protagonista dei due OAV Another love song. Colonnello e superiore di Chise nell'esercito militare. Mizuki è stata la prima arma finale a diventare tale prima di Chise. Mizuki in precedenza fu vittima di un attacco nemico e di tutto il suo squadrone fu l'unica superstite, perdendo nell'attacco il braccio destro e la gamba sinistra. Desiderosa di ritornare in battaglia, gli scienziati applicarono su di lei la sperimentale biotecnologia meccanica che la trasformò nella prima arma finale. Mizuki possiede poteri molto simili a quelli di Chise in grado di generare dal proprio corpo, ali con motori a reazione e cannoni ad alta potenza laser e scatenare piogge di missili in grado di spazzare via un intero esercito. Tuttavia, come spiega in seguito uno scienziato, la potenza di Chise è molto più superiore alla sua poiché si rivela senza limiti. Mizuki sviluppa un legame telepatico con Chise, dovuto probabilmente ai poteri che hanno in comune. Mizuki comprende l'amore che prova per Shūji nonostante quello che è diventata. Rifiuterà di svelare la relazione d'amore tra Shu e Chise, consapevole che le alte sfere militari se ne approfitterebbero per poterla controllare meglio. A differenza di Chise tuttavia, Mizuki in quanto soldato e stratega militare è ben consapevole del suo compito e della sua missione, vedendo invece che Chise è stata trasformata nell'arma finale contro la sua volontà, causandole uno shock emotivo e psicologico uccidendo centinaia di soldati e persone sotto ordine dalle alte sfere militari per tentare di vincere la guerra.

### Secondari
Take (タケ?)
Doppiato da: Kishō Taniyama (ed. giapponese), Gianluca Iacono (ed. italiana)
Amico di Shūji e Chise, fidanzato di Yukari.
Yukari (ゆかり?)
Doppiata da: Sachiko Kojima (ed. giapponese), Federica De Bortoli (ed. italiana)
Amica di Shūji e Chise, fidanzata di Take.
Kawahara (カワハラ?)
Doppiato da: Atsushi Ii (ed. giapponese), Dario Penne (ed. italiana)
Misteriosa figura che segue da vicino l'arma finale nell'esercito.
Satomi (サトミ?)
Doppiata da: Yumi Kakazu (ed. giapponese), Veronica Puccio (ed. italiana)
Sorella minore di Akemi.

## Manga

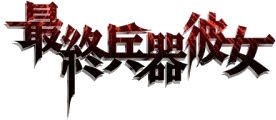
Logo originale della serie

| Nº | Data di prima pubblicazione | Data di prima pubblicazione | Data di prima pubblicazione |
| Nº | Giapponese                  | Giapponese                  | Italiano                    |
| -- | --------------------------- | --------------------------- | --------------------------- |
| 1  | 30 maggio 2000              | ISBN 4-091-85681-0          | gennaio 2004                |
| 2  | 29 luglio 2000              | ISBN 4-09-185682-9          | febbraio 2004               |
| 3  | 30 novembre 2000            | ISBN 4-09-185683-7          | marzo 2004                  |
| 4  | 30 marzo 2001               | ISBN 4-09-185684-5          | aprile 2004                 |
| 5  | 30 giugno 2001              | ISBN 4-09-185685-3          | maggio 2004                 |
| 6  | 30 novembre 2001            | ISBN 4-09-185686-1          | giugno 2004                 |
| 7  | 25 dicembre 2001            | ISBN 4-09-185687-X          | luglio 2004                 |

## Anime
In Italia la serie fu acquistata da Shin Vision e il primo episodio dell'anime andò in onda in versione sottotitolata durante l'Anime Week del 2005 su MTV; un'edizione in DVD fu annunciata inizialmente per il 2006, ma fu poi rimandata. In seguito al fallimento della Shin Vision, l'editore EXA Media ereditò la licenza e nel maggio 2008 pubblicò sotto il marchio Fool Frame un primo disco, contenente soltanto il primo episodio; ma l'edizione rimase interrotta in seguito alla cessata attività anche di questa azienda. Dal 2024 la serie è distribuita in Italia da Yamato Video che l'ha pubblicata doppiata su Prime Video nel canale Anime Generation.

### Sigle
Sigla di apertura
- Koi suru kimochi (恋スル気持チ?), di Yuria Yato

Sigla di chiusura
- Sayonara (サヨナラ?), di Yuria Yato

### Colonna sonora
In Giappone e in America sono uscite diverse versioni della colonna sonora. La serie di titoli seguenti appartiene all'Original Soundtrack di Saishū heiki kanojo. La canzone d'amore che Shuji canticchia saltuariamente durante la serie è Yumemiru tame ni di Mitsuo Sugiuchi.
1. Koi suru kimochi (TV Version) - di Yuria Yato
2. Hikari no taba, kumo no umi
3. Futari no sora
4. Kanashimi no nukumori
5. Tatakai no genei
6. Sayonara (Instrumental Version)
7. Toki no hazama
8. Taidō
9. Tenkei - Chi no ikari
10. Yumemiru tame ni
11. Kokoro no kage
12. Hidamari no futari
13. Todokanu omoi
14. Resei na kyōki
15. Sayonara (Acoustic Version)
16. Koi suru kimochi (Instrumental Version)
17. Hoshi no hate - di Fumiko Orikasa
18. Sayonara (Music Box Version)
19. Sayonara (TV Version) - di Yuria Yato